# Bank of the West Classic 2015
Silicon Valley Classic 2015 — професійний тенісний турнір, що проходив на кортах з твердим покриттям. Це був 44-й за ліком турнір. Належав до Категорії Premier у рамках Туру WTA 2015. Відбувся в Стенфорді (США). Тривав з 3 до 9 серпня 2015 року.

## Очки і призові гроші

### Розподіл очок
| Дисципліна       | П   | Ф   | ПФ  | ЧФ  | 1/8 | 1/16 | 1/32 | Q   | Q2  | Q1  |
| Одиночний розряд | 470 | 305 | 185 | 100 | 55  | 30   | 1    | 25  | 13  | 1   |
| Парний розряд    | 470 | 305 | 185 | 100 | 1   | Н/Д  | Н/Д  | Н/Д | Н/Д | Н/Д |

### Розподіл призових грошей
| Дисципліна       | П        | F       | ПФ      | ЧФ      | 1/8     | 1/16   | Q2     | Q1     |
| Одиночний розряд | $124,000 | $66,000 | $35,455 | $19,050 | $10,220 | $5,580 | $2,920 | $1,555 |
| Парний розряд    | $39,000  | $20,650 | $11,360 | $5,875  | $3,140  | Н/Д    | Н/Д    | Н/Д    |

## Учасниці основної сітки в одиночному розряді

### Сіяні учасниці
| Країна    | Гравчиня             | Рейтинг1 | Сіяна |
| --------- | -------------------- | -------- | ----- |
| Данія     | Каролін Возняцкі     | 5        | 1     |
| Польща    | Агнешка Радванська   | 7        | 2     |
| Іспанія   | Карла Суарес Наварро | 10       | 3     |
| Чехія     | Кароліна Плішкова    | 12       | 4     |
| Німеччина | Анджелік Кербер      | 13       | 5     |
| Німеччина | Андреа Петкович      | 16       | 6     |
| США       | Медісон Кіз          | 18       | 7     |
| Україна   | Еліна Світоліна      | 20       | 8     |

- 1 Рейтинг подано станом на 27 липня 2015.

### Інші учасниці
Нижче наведено учасниць, які отримали вайлдкард на участь в основній сітці:
- Кетрін Белліс
- Агнешка Радванська
- Каролін Возняцкі
- Керол Чжао

Нижче наведено гравчинь, які пробились в основну сітку через стадію кваліфікації:
- Катерина Бондаренко
- Кіміко Дате
- Місакі Дой
- Ніколь Гіббс

### Відмовились від участі
До початку турніру
- Гарбінє Мугуруса → її замінила  Татьяна Марія
- Катерина Сінякова → її замінила  Айла Томлянович
- Серена Вільямс → її замінила  Александра Крунич

## Учасниці основної сітки в парному розряді

### Сіяні пари
| Країна            | Гравчиня                | Країна            | Гравчиня              | Рейтинг1 | Сіяна |
| ----------------- | ----------------------- | ----------------- | --------------------- | -------- | ----- |
| Китайський Тайбей | Чжань Хаоцін            | Китайський Тайбей | Чжань Юнжань          | 55       | 1     |
| Іспанія           | Анабель Медіна Гаррігес | Іспанія           | Аранча Парра Сантонха | 66       | 2     |
| Канада            | Габріела Дабровскі      | Польща            | Алісія Росольська     | 84       | 3     |
| США               | Ракель Копс-Джонс       | США               | Марія Санчес          | 94       | 4     |

- 1 Рейтинг подано станом на 27 липня 2015.

### Інші учасниці
Пара, що отримала вайлд-кард на участь в основній сітці:
- Кетрін Белліс /  Жаклін Како

## Фінальна частина

### Одиночний розряд
- Анджелік Кербер —  Кароліна Плішкова, 6–3, 5–7, 6–4

### Парний розряд
- Сюй Їфань /  Чжен Сайсай —  Анабель Медіна Гаррігес /  Аранча Парра Сантонха, 6–1, 6–3